# Catalán tarragonés

Dialecto tarragoní dentro del catalán.

El catalán tarraconense o tarragoní (catalán [tərəɣ̞uˈni]) es una variante de la lengua catalana hablada básicamente en gran parte de las comarcas del Alto Campo, el Bajo Campo y el Tarragonés. Aunque forma parte del bloque del catalán oriental y el dialecto central, está situado en contacto con el bloque occidental y las zonas de transición donde se habla catalán xipella, y por lo tanto tiene muchos rasgos lingüísticos que le acercan a este bloque y que incluso hacen que se le considere un hablar de transición.
Aunque muchas veces se la ha tomado como subdialecto, desde la Universidad Rovira i Virgili o desde monografías se le ha considerado incluso un dialecto bastante diferenciado del llamado catalán central.
Aparte de todo ello, hay que tener en cuenta las influencias del dialecto occidental y otros subdialectos próximos tanto en el léxico como en cuanto a la fonética.

## Particularidades

### Fonética
Las características fonéticas principales de este dialecto son:
- Transición átona [o] en [u] (cómo en otros dialectos centrales)
- Vincular a la final átona [ə] a [ɛ]
- La fricativa postalveolar sonora [ʒ] acontece, tanto a principio de palabra como entremedias de dos sonidos, prepalatal africado sonoro [dʒ]. Dependiendo de la zona es más pronunciado o menos.
- El fricativo labiodental sonoro [v] para diferenciar entre v y b. Esta es la característica más en retroceso.
- La n se palatalitza cuando va después de un diptongo decreciente. Ejemplo: cu[ɲ]a, fe[ɲ]a en lugar de cu[in]a y fe[in]a.
- La penúltima s de la demostrativa cae tanto en las formas del masculino como en las del femenino. aque[st]es acontece aque[t]es.
- La carga fonética de la i no se pierde en el grupo ix, a diferencia del que se acontece en las hablas más septentrionales del central.
- La consonante x ante palabra es africada.
- Conversión de l en u en palabras como albercoc o albergínia (pronunciadas albercoc y aubergínia), que se explica por una mayor velarización de la la en este dialecto.
- Asimilación regresiva desde los orígenes en la palabra almendra, pronunciada aumetlla. Ocurre lo mismo que con aubercoc o aubergínia: amyndăla almyndala > > [...] > almetlla > aumetlla.
- Avellana es pronunciada de dos maneras: auvellana y vellana. En el primer caso estaríamos hablando del mismo caso que los anteriores. En el segundo, a pesar de que extendido en todo el catalán central, es debido a un falso corte silábico en casos de apostrofación del artículo.

A continuación aparece una tabla donde se puede apreciar los parecidos de la pronunciación tarraconense respecto a los dialectos limítrofes:
| Palabra   | Pronunciación occidental (p. ej. Vimbodí y Poblet) | Pronunciación xipella (p. ej. Solivella) | Pronunciación tarraconense (p. ej. Montblanc) | Pronunciación oriental (p. ej. Sta. Coloma de Queralt) |
| --------- | -------------------------------------------------- | ---------------------------------------- | --------------------------------------------- | ------------------------------------------------------ |
| terra     | [ˈtɛra]                                            | [ˈtɛri]                                  | [ˈtɛrɛ]                                       | [ˈtɛrə]                                                |
| aigua     | [ˈajwa]                                            | [ˈajwə]                                  | [ˈajwɛ]                                       | [ˈajwə]                                                |
| home      | [ˈɔme]                                             | [ˈɔmi]                                   | [ˈɔmɛ]                                        | [ˈɔmə]                                                 |
| dona      | [ˈdɔna]                                            | [ˈdɔni]                                  | [ˈdɔnɛ]                                       | [ˈdɔnə]/[ˈdɔnɔ]                                        |
| menjar    | [menˈdʒa(r)]                                       | [minˈdʒa(r)]                             | [mənˈʒa]                                      | [mənˈdʒa]                                              |
| beure     | [ˈbewre]                                           | [ˈbewri]                                 | [ˈbɛwrɛ]                                      | [ˈbɛwrə]                                               |
| petit     | [peˈtit]                                           | [pəˈtit]                                 | [pəˈtit]                                      | [pəˈtit]                                               |
| comprar   | [komˈpra]                                          | [kumpra]                                 | [kumˈpra]                                     | [kumpra]                                               |
| dia       | [ˈdia]                                             | [ˈdii]/[ˈdiɛ]                            | [ˈdiɛ]                                        | [ˈdiə]                                                 |
| anglès    | [anˈgles]                                          | [ənˈglɛs]                                | [ənˈglɛs]                                     | [ənˈglɛs]                                              |
| nosaltres | [nozalˈtres]                                       | [nalˈtris]                               | [nalˈtrus]                                    | [nuzalˈtrəs]                                           |
| perquè    | [perˈke]                                           | [pərˈkɛ]                                 | [pərˈkɛ]                                      | [pərˈkɛ]                                               |
| pomes     | [ˈpomes]                                           | [ˈpomis]                                 | [ˈpoməs]                                      | [ˈpoməs]                                               |